# R藤本のユーモアチャンネル
『R藤本のユーモアチャンネル』（アールふじもとのユーモアチャンネル）は、ニコニコ生放送で毎月2～3回不定期で配信されているお笑い番組。「株式会社よしもとクリエイティブ・エージェンシー」が提供している。

## 概要
R藤本とユーモア軍団メンバーやゲスト出演者が、様々な企画や大喜利に挑戦するお笑い番組。
2012年8月21日から開始されたニコニコ動画の機能「ブロマガ」で、R藤本の単独チャンネル「R藤本のユーモアチャンネル」が開設。
2012年8月17日がブログの最初の投稿日になっている。2012年9月3日から生放送が配信開始された。

## 略史
- 2012年9月3日より放送開始[2][5]。曜日と時間不定[5][6]で毎月2回放送。
- 2014年5月、毎月1回放送に変更。
- 2017年2月からは曜日と時間が基本水曜日の22:30から放送となる[7]。
- 2017年10月、毎月2回放送に変更。
- 2019年12月から生放送が『R藤本のユーモアチャンネル』が月2回、会員限定の『R藤本の大喜利塾』[8]が月1回の合計月3回放送になる。
- 2020年4月、『R藤本のユーモアチャンネル』が月1回、『R藤本の大喜利塾』が月1回の合計月2回放送に変更。暫くの間リモート配信となる。
- 2022年8月31日放送回で『R藤本の大喜利塾』が閉塾となり、2022年9月からは『R藤本のユーモアチャンネル』が月2回の放送になる。

## 番組名
R藤本がユーモア軍団のメンバーに加入している事から「ユーモアチャンネル」の名前が付けられた。

## 出演者

### メイン出演者
- R藤本

### よく出演している人物
- せきしろ[6][5]
- THE GEESE・高佐[6][9]
- 歩子（元ハブサービス）[10][11]
- ミヤシタガク[10][11]
- 矢野号[10][11]
- タカタ先生[9][10]

#### 大喜利塾
- ウーピーウーピー・吉川きっちょむ[8]
- KANAIWA・番匠[8]
- たろちゃん組（元たろちゃん）[12]

### 過去にゲスト出演した人物
- バッファロー吾郎A[6]
- ライス・関町
- キングオブコメディ・高橋
- ザ☆忍者・大久保
- 阿久津大集合
- すごい論・岡田萌枝
- 脳みそ夫
- ヘブリスギョン岩月
- 渡部一丁
- かんし
- ロビンソンズ・北澤
- 我人祥太
- ヨージ
- おばけザウルス・こやつタイム
- 浜村凡平太（元浜村凡平/元浜口浜村・浜村）
- チャンス大城
- エマ・すし佐々木
- ヒコロヒー
- 赤嶺総理
- バビロン・ノリ
- ママタルト・檜原
- 猫塾・酒寄
- トーキョーハコクラブ・ブティックあゆみ
- 真空ジェシカ・川北
- やさしいズ・佐伯
- 街裏ぴんく
- ケンシロウ
- ZAZY
- POISON GIRL BAND・吉田
- ラブレターズ・溜口
- シューレスジョー
- ケビンス・仁木（元ひみつスナイパー健・仁木）
- TEAM近藤
- サツマカワRPG
- キートン
- 佐助
- ななまがり・森下
- トンツカタン・森本
- XXCLUB・大島
- デスペラード・武井
- 男性ブランコ・平井
- すゑひろがりず・三島
- ななまがり・初瀬
- インデペンデンスデイ・久保田
- 浜辺のウルフ
- ヒロユキMc-Ⅱ（元GAG・宮戸）
- や団・本間
- 三浦マイルド
- ザ・パンチ・ノーパンチ松尾
- 小森園ひろし
- きしはやと
- ふりいくっ!・富田
- ダイヤモンド・野澤
- ロングコートダディ・堂前
- おほしんたろう
- ラブレターズ・塚本
- 令和ロマン・高比良
- 佐川ピン芸人
- 大自然
- ギャバホイ
- 天津・天津飯大郎（元天津・向）
- オダウエダ・小田
- オダウエダ・植田
- 寺田寛明
- 永田敬介
- ヨネダ2000・誠
- イチゴ・イクト
- 工藤慎也
- バーバリアン・谷川
- おミュータンツ・川嶋
- ピストジャム
- 都トム・可児正
- ママタルト・大鶴肥満
- ナイチンゲールダンス・中野
- カゲヤマ・益田
- 鈴木ジェロニモ
- 人間横丁・山田
- オフローズ・宮崎
- ナガオサフェスタオカダ・岡田
- フランツ・土岐
- ハチカイ・警備員
- 大谷健太
- トンツカタン・お抹茶
- プール・高橋
- なまらあつし（元ビスケッティ）
- ゆにばーす・川瀬
- 裏切りマンキーコング・風次

## 各話リスト
生放送の内容には「企画の回」や、番外編の「大喜利の会」等がある。
2012年
| 通算回数 | 放送日         | 内容                                 |
| -------- | -------------- | ------------------------------------ |
| 第1回    | 2012年9月3日   | 企画会議                             |
| 第2回    | 2012年9月18日  | 企画の回2:ユーモア軍団じゃんけん大会 |
| 第3回    | 2012年10月8日  | 企画の回3:○○大喜利                   |
| 第4回    | 2012年10月30日 | 企画の回4:ユーモアサイコロ&○○大喜利  |
| 第5回    | 2012年11月10日 | 企画の回5:ユーモアフェス             |
| 第6回    | 2012年12月10日 | 企画の回6:ユーモアサイコロ           |
| 第7回    | 2012年12月25日 | 企画の回7:大喜利七人組手             |

2013年
| 通算回数 | 放送日         | 内容                                         |
| -------- | -------------- | -------------------------------------------- |
| 第8回    | 2013年1月18日  | 企画の回8:ユーモアサイコロ&○○大喜利&○○居酒屋 |
| 第9回    | 2013年1月24日  | 企画の回9:ユーモアサイコロ&○○大喜利&○○居酒屋 |
| 第10回   | 2013年2月28日  | R藤本が自宅から1人生配信                     |
| 第11回   | 2013年3月10日  | ユーモアハウスから生配信                     |
| 第12回   | 2013年4月16日  | 企画の回10                                   |
| 第13回   | 2013年4月29日  | 企画の回11                                   |
| 第14回   | 2013年5月23日  | 企画の回12                                   |
| 第15回   | 2013年6月20日  | 企画の回13                                   |
| 第16回   | 2013年6月30日  | 大喜利の会                                   |
| 第17回   | 2013年7月12日  | 大喜利の会2                                  |
| 第18回   | 2013年7月26日  | 企画の回14                                   |
| 第19回   | 2013年8月6日   | 大喜利の会3                                  |
| 第20回   | 2013年8月31日  | 企画の回15                                   |
| 第21回   | 2013年9月9日   | 限定大喜利                                   |
| 第22回   | 2013年9月29日  | おもしろ世界一決定戦！                       |
| 第23回   | 2013年10月10日 | 企画の回16                                   |
| 第24回   | 2013年10月31日 | ハロウィン★大喜利                            |
| 第25回   | 2013年11月8日  | 大喜利の会4                                  |
| 第26回   | 2013年11月26日 | 企画の回17                                   |
| 第27回   | 2013年12月26日 | 超若手大喜利対決！15期vs16期vs17期           |

2014年
| 通算回数 | 放送日         | 内容                           |
| -------- | -------------- | ------------------------------ |
| 第28回   | 2014年1月20日  | 企画の回18                     |
| 第29回   | 2014年1月31日  | 大喜利の会5                    |
| 第30回   | 2014年2月12日  | チョコ争奪！バレンタイン大喜利 |
| 第31回   | 2014年2月16日  | 大喜利の会6                    |
| 第32回   | 2014年3月7日   | 一問大喜利                     |
| 第33回   | 2014年3月27日  | 企画の回19                     |
| 第34回   | 2014年4月15日  | 大喜利の会7                    |
| 第35回   | 2014年4月25日  | D関直前！公開スパーリング！    |
| 第36回   | 2014年5月30日  | D関直前！公開スパーリング2！   |
| 第37回   | 2014年6月26日  | 大喜利の会8                    |
| 第38回   | 2014年7月29日  | 企画の回20                     |
| 第39回   | 2014年8月14日  | 大喜利の会9                    |
| 第40回   | 2014年9月30日  | 大喜利の会10                   |
| 第41回   | 2014年10月30日 | ハロウィン大喜利2014           |
| 第42回   | 2014年11月30日 | 大喜利の会11                   |

2015年
| 通算回数 | 放送日         | 内容                    |
| -------- | -------------- | ----------------------- |
| 第43回   | 2015年1月27日  | 大喜利の会12            |
| 第44回   | 2015年2月12日  | 大喜利の会13            |
| 第45回   | 2015年3月17日  | 大喜利の会14            |
| 第46回   | 2015年4月9日   | 大喜利の会15            |
| 第47回   | 2015年5月21日  | History of ユーモア軍団 |
| 第48回   | 2015年6月18日  | 大喜利の会16            |
| 第49回   | 2015年7月23日  | 大喜利の会17            |
| 第50回   | 2015年8月20日  | 大喜利の会18            |
| 第51回   | 2015年9月17日  | 大喜利の会19            |
| 第52回   | 2015年10月23日 | ハロウィン大喜利2015    |
| 第53回   | 2015年11月12日 | 大喜利の会20            |
| 第54回   | 2015年12月10日 | 青黒大喜利合戦          |

2016年
| 通算回数 | 放送日         | 内容                           |
| -------- | -------------- | ------------------------------ |
| 第55回   | 2016年1月21日  | 大喜利の会21                   |
| 第56回   | 2016年2月11日  | バレンタイン大喜利2016         |
| 第57回   | 2016年3月17日  | 大喜利の会22                   |
| 第58回   | 2016年4月14日  | 大喜利の会23                   |
| 第59回   | 2016年5月12日  | 大喜利の会24                   |
| 第60回   | 2016年6月9日   | 大喜利の会25                   |
| 第61回   | 2016年7月7日   | 大喜利の会26                   |
| 第62回   | 2016年8月25日  | 大喜利の会27                   |
| 第63回   | 2016年9月29日  | 大喜利の会28                   |
| 第64回   | 2016年10月13日 | 高佐大喜利五番勝負             |
| 第65回   | 2016年11月17日 | 大喜利の会～若手編～           |
| 第66回   | 2016年11月23日 | R藤本の自己満足スパーリング!   |
| 第67回   | 2016年12月22日 | R藤本の大喜利公開スパーリング! |

2017年
| 通算回数 | 放送日         | 内容                 |
| -------- | -------------- | -------------------- |
| 第68回   | 2017年1月19日  | 大喜利の会29         |
| 第69回   | 2017年2月15日  | 大喜利の会30         |
| 第70回   | 2017年3月15日  | 大喜利の会31         |
| 第71回   | 2017年4月19日  | 大喜利の会32         |
| 第72回   | 2017年5月24日  | 大喜利の会33         |
| 第73回   | 2017年6月28日  | 大喜利の会34         |
| 第74回   | 2017年7月19日  | 大喜利の会35         |
| 第75回   | 2017年8月30日  | 大喜利の会36         |
| 第76回   | 2017年9月13日  | 大喜利の会37         |
| 第77回   | 2017年10月11日 | 大喜利の会38         |
| 第78回   | 2017年10月25日 | 大喜利の会39         |
| 第79回   | 2017年11月15日 | 大喜利の会40         |
| 第80回   | 2017年11月29日 | 大喜利の会41         |
| 第81回   | 2017年12月20日 | 第二回青黒大喜利合戦 |

2018年
| 通算回数 | 放送日         | 内容                                    |
| -------- | -------------- | --------------------------------------- |
| 第82回   | 2018年1月17日  | 大喜利の会42                            |
| 第83回   | 2018年1月31日  | 大喜利の会43                            |
| 第84回   | 2018年2月14日  | 大喜利の会44                            |
| 第85回   | 2018年2月28日  | 大喜利の会45                            |
| 第86回   | 2018年3月14日  | 大喜利の会46                            |
| 第87回   | 2018年3月28日  | 大喜利の会47                            |
| 第88回   | 2018年4月11日  | 大喜利の会48                            |
| 第89回   | 2018年4月25日  | 大喜利の会49                            |
| 第90回   | 2018年5月9日   | 大喜利の会50                            |
| 第91回   | 2018年5月23日  | 大喜利の会51                            |
| 第92回   | 2018年6月13日  | 大喜利の会52                            |
| 第93回   | 2018年6月27日  | 大喜利の会53                            |
| 第94回   | 2018年7月4日   | 大喜利の会54                            |
| 第95回   | 2018年7月18日  | 大喜利の会55                            |
| 第96回   | 2018年8月15日  | 大喜利の会56                            |
| 第97回   | 2018年8月29日  | 大喜利の会57                            |
| 第98回   | 2018年9月12日  | 大喜利の会58                            |
| 第99回   | 2018年9月26日  | 大喜利の会59                            |
| 第100回  | 2018年10月10日 | 大喜利の会60                            |
| 第101回  | 2018年10月24日 | 大喜利の会61                            |
| 第102回  | 2018年11月7日  | 大喜利の会62                            |
| 第103回  | 2018年11月21日 | 大喜利の会63                            |
| 第104回  | 2018年12月12日 | 大喜利の会64                            |
| 第105回  | 2018年12月19日 | ユーモアチャンネル2018 大喜利No.1決定戦 |

2019年
| 通算回数 | 放送日         | 内容                                    |
| -------- | -------------- | --------------------------------------- |
| 第106回  | 2019年1月9日   | 大喜利の会65                            |
| 第107回  | 2019年1月23日  | 大喜利の会66                            |
| 第108回  | 2019年2月6日   | 大喜利の会67                            |
| 第109回  | 2019年2月20日  | 大喜利の会68                            |
| 第110回  | 2019年3月6日   | 大喜利の会69                            |
| 第111回  | 2019年3月20日  | 大喜利の会70                            |
| 第112回  | 2019年4月3日   | 大喜利の会71                            |
| 第113回  | 2019年4月17日  | 大喜利の会72                            |
| 第114回  | 2019年5月15日  | 大喜利の会73                            |
| 第115回  | 2019年5月29日  | 大喜利の会74                            |
| 第116回  | 2019年6月5日   | 大喜利の会75                            |
| 第117回  | 2019年6月19日  | 大喜利の会76                            |
| 第118回  | 2019年7月3日   | 大喜利の会77                            |
| 第119回  | 2019年7月17日  | 大喜利の会78                            |
| 第120回  | 2019年8月7日   | 大喜利の会79                            |
| 第121回  | 2019年8月21日  | 大喜利の会80                            |
| 第122回  | 2019年9月4日   | 大喜利の会81                            |
| 第123回  | 2019年9月18日  | 大喜利の会82                            |
| 第124回  | 2019年10月2日  | 大喜利の会83                            |
| 第125回  | 2019年10月16日 | 大喜利の会84                            |
| 第126回  | 2019年11月6日  | 大喜利の会85                            |
| 第127回  | 2019年11月20日 | 大喜利の会86                            |
| 第128回  | 2019年12月4日  | 大喜利の会87                            |
| 第129回  | 2019年12月11日 | 大喜利塾【1時間目】                     |
| 第130回  | 2019年12月25日 | ユーモアチャンネル2019 大喜利No.1決定戦 |

2020年
| 通算回数 | 放送日         | 内容                                 |
| -------- | -------------- | ------------------------------------ |
| 第131回  | 2020年1月8日   | 大喜利の会88                         |
| 第132回  | 2020年1月15日  | 大喜利塾【2時間目】                  |
| 第133回  | 2020年1月22日  | 大喜利の会89                         |
| 第134回  | 2020年2月5日   | 大喜利の会90                         |
| 第135回  | 2020年2月19日  | 大喜利の会91                         |
| 第136回  | 2020年2月26日  | 大喜利塾【3時間目】                  |
| 第137回  | 2020年3月4日   | 大喜利の会92                         |
| 第138回  | 2020年3月11日  | 大喜利塾【4時間目】                  |
| 第139回  | 2020年3月18日  | 大喜利の会93                         |
| 第140回  | 2020年4月22日  | 大喜利塾【5時間目】                  |
| 第141回  | 2020年4月29日  | 大喜利の会94                         |
| 第142回  | 2020年5月20日  | 大喜利の会95                         |
| 第143回  | 2020年5月27日  | 大喜利塾【6時間目】                  |
| 第144回  | 2020年6月10日  | 大喜利の会96                         |
| 第145回  | 2020年6月17日  | 大喜利塾【7時間目】                  |
| 第146回  | 2020年7月15日  | 大喜利の会97                         |
| 第147回  | 2020年7月22日  | 大喜利塾【8時間目】                  |
| 第148回  | 2020年8月19日  | 大喜利塾【9時間目】                  |
| 第149回  | 2020年8月26日  | 大喜利の会98                         |
| 第150回  | 2020年9月9日   | 大喜利の会99                         |
| 第151回  | 2020年9月23日  | 大喜利塾【10時間目】                 |
| 第152回  | 2020年10月14日 | 大喜利の会100                        |
| 第153回  | 2020年10月21日 | 大喜利塾【11時間目】                 |
| 第154回  | 2020年11月11日 | 大喜利の会101                        |
| 第155回  | 2020年11月25日 | 大喜利塾【12時間目】                 |
| 第156回  | 2020年12月16日 | 大喜利実験室 #1 ～満腹vs普通vs空腹～ |
| 第157回  | 2020年12月23日 | 大喜利の会102                        |

2021年
| 通算回数 | 放送日         | 内容                               |
| -------- | -------------- | ---------------------------------- |
| 第158回  | 2021年1月6日   | 大喜利の会103                      |
| 第159回  | 2021年1月20日  | 大喜利実験室 #2 ～漫画縛り大喜利～ |
| 第160回  | 2021年2月3日   | 大喜利の会104                      |
| 第161回  | 2021年2月17日  | 大喜利塾【13時間目】               |
| 第162回  | 2021年3月10日  | 大喜利の会105                      |
| 第163回  | 2021年3月24日  | 大喜利塾【14時間目】               |
| 第164回  | 2021年4月14日  | 大喜利の会106                      |
| 第165回  | 2021年4月28日  | 大喜利の会107                      |
| 第166回  | 2021年5月12日  | 大喜利塾【15時間目】               |
| 第167回  | 2021年5月26日  | 大喜利の会108                      |
| 第168回  | 2021年6月16日  | 大喜利の会109                      |
| 第169回  | 2021年6月23日  | 大喜利塾【16時間目】               |
| 第170回  | 2021年7月21日  | 大喜利塾【17時間目】               |
| 第171回  | 2021年7月28日  | 大喜利の会110                      |
| 第172回  | 2021年8月18日  | 大喜利塾【18時間目】               |
| 第173回  | 2021年8月25日  | 大喜利の会111                      |
| 第174回  | 2021年9月15日  | 大喜利塾【19時間目】               |
| 第175回  | 2021年9月29日  | 大喜利の会112                      |
| 第176回  | 2021年10月20日 | 大喜利の会113                      |
| 第177回  | 2021年10月27日 | 大喜利塾【20時間目】               |
| 第178回  | 2021年11月17日 | 大喜利塾【21時間目】               |
| 第179回  | 2021年11月24日 | 大喜利の会114                      |
| 第180回  | 2021年12月15日 | 大喜利塾【22時間目】               |
| 第181回  | 2021年12月29日 | 大喜利の会115                      |

2022年
| 通算回数 | 放送日         | 内容                 |
| -------- | -------------- | -------------------- |
| 第182回  | 2022年1月19日  | 大喜利の会116        |
| 第183回  | 2022年1月26日  | 大喜利の集 #01       |
| 第184回  | 2022年2月9日   | 大喜利塾【23時間目】 |
| 第185回  | 2022年2月23日  | 大喜利の会117        |
| 第186回  | 2022年3月16日  | 大喜利の会118        |
| 第187回  | 2022年3月23日  | 大喜利の会118.5      |
| 第188回  | 2022年3月30日  | 大喜利塾【24時間目】 |
| 第189回  | 2022年4月20日  | 大喜利の会119        |
| 第190回  | 2022年4月27日  | 大喜利塾【25時間目】 |
| 第191回  | 2022年5月18日  | 大喜利の会120        |
| 第192回  | 2022年5月25日  | 大喜利塾【26時間目】 |
| 第193回  | 2022年6月15日  | 大喜利の会121        |
| 第194回  | 2022年6月22日  | 大喜利塾【27時間目】 |
| 第195回  | 2022年7月20日  | 大喜利の会122        |
| 第196回  | 2022年7月27日  | 大喜利塾【28時間目】 |
| 第197回  | 2022年8月24日  | 大喜利の会123        |
| 第198回  | 2022年8月31日  | 大喜利塾【29時間目】 |
| 第199回  | 2022年9月14日  | 大喜利の会124        |
| 第200回  | 2022年9月28日  | 大喜利の会125        |
| 第201回  | 2022年10月12日 | 大喜利の会126        |
| 第202回  | 2022年10月26日 | 大喜利の会127        |
| 第203回  | 2022年11月16日 | 大喜利の会128        |
| 第204回  | 2022年11月30日 | 大喜利の会129        |
| 第205回  | 2022年12月21日 | 大喜利の会130        |
| 第206回  | 2022年12月28日 | 大喜利の会131        |

2023年
| 通算回数 | 放送日         | 内容          |
| -------- | -------------- | ------------- |
| 第207回  | 2023年1月18日  | 大喜利の会132 |
| 第208回  | 2023年1月25日  | 大喜利の会133 |
| 第209回  | 2023年2月8日   | 大喜利の会134 |
| 第210回  | 2023年2月15日  | 大喜利の会135 |
| 第211回  | 2023年3月15日  | 大喜利の会136 |
| 第212回  | 2023年3月29日  | 大喜利の会137 |
| 第213回  | 2023年4月19日  | 大喜利の会138 |
| 第214回  | 2023年4月26日  | 大喜利の会139 |
| 第215回  | 2023年5月10日  | 大喜利の会140 |
| 第216回  | 2023年5月24日  | 大喜利の会141 |
| 第217回  | 2023年6月7日   | 大喜利の会142 |
| 第218回  | 2023年6月21日  | 大喜利の会143 |
| 第219回  | 2023年7月5日   | 大喜利の会144 |
| 第220回  | 2023年7月26日  | 大喜利の会145 |
| 第221回  | 2023年8月9日   | 大喜利の会146 |
| 第222回  | 2023年8月23日  | 大喜利の会147 |
| 第223回  | 2023年9月6日   | 大喜利の会148 |
| 第224回  | 2023年9月20日  | 大喜利の会149 |
| 第225回  | 2023年10月11日 | 大喜利の会150 |
| 第226回  | 2023年10月25日 | 大喜利の会151 |
| 第227回  | 2023年11月15日 | 大喜利の会152 |
| 第228回  | 2023年11月22日 | 大喜利の会153 |
| 第229回  | 2023年12月20日 | 大喜利の会154 |
| 第230回  | 2023年12月27日 | 大喜利の会155 |

2024年
| 通算回数 | 放送日         | 内容          |
| -------- | -------------- | ------------- |
| 第231回  | 2024年1月24日  | 大喜利の会156 |
| 第232回  | 2024年1月31日  | 大喜利の会157 |
| 第233回  | 2024年2月14日  | 大喜利の会158 |
| 第234回  | 2024年2月21日  | 大喜利の会159 |
| 第235回  | 2024年3月20日  | 大喜利の会160 |
| 第236回  | 2024年3月27日  | 大喜利の会161 |
| 第237回  | 2024年4月10日  | 大喜利の会162 |
| 第238回  | 2024年4月24日  | 大喜利の会163 |
| 第239回  | 2024年5月15日  | 大喜利の会164 |
| 第240回  | 2024年5月22日  | 大喜利の会165 |
| 第241回  | 2024年8月28日  | 大喜利の会166 |
| 第242回  | 2024年9月11日  | 大喜利の会167 |
| 第243回  | 2024年9月25日  | 大喜利の会168 |
| 第244回  | 2024年10月9日  | 大喜利の会169 |
| 第245回  | 2024年10月23日 | 大喜利の会170 |
| 第246回  | 2024年11月14日 | 大喜利の会171 |

2024年6月8日のサイバー攻撃により途中で停止していたタイムシフトが2024年9月11日15時頃に復旧
この回は2024年9月16日までタイムシフト延長

## ニコニコチャンネル
「R藤本のユーモアチャンネル」を配信しているニコニコ動画のニコニコチャンネル。月額330円。開設日は2012年8月後半。
視聴形態について
大喜利の会のリアルタイム視聴は最初の数十分が無料、後半はチャンネル会員登録者のみに向けて配信される。同様にニコニコ生放送のタイムシフト機能も無料パートのみチャンネル会員登録しなくても視聴可能である。大喜利の会のタイムシフト視聴期限は30日間。
大喜利塾、大喜利実験室は全編チャンネル会員登録者のみに向けて配信される。大喜利塾のタイムシフト視聴期限は7日間。大喜利塾の【5時間目】以降は後にアーカイブ動画（会員登録者のみが視聴可）がアップされている。

## グッズ
- ハガキ職人リストバンド[20]
- ユーモア軍団Ｔシャツ